# Panjupian
Panjupian is een bestuurslaag in het regentschap Aceh Selatan van de provincie Atjeh, Indonesië. Panjupian telt 547 inwoners (volkstelling 2010).